# 大草螽
大草螽（学名：Conocephalus gigantius）是螽斯科草螽屬下的一種昆蟲，為臺灣特有種。大草螽看上去和蚱蜢很相似。大草螽d1触角细长，主要栖息于湖边或池边的草地。